# Ngara Modekngei
Ngara Modekngei (Palauisch für: Vereinte Sekte, manchmal auch nur Modekngei genannt) ist eine synkretistische Religion in Palau, zu der sich 8,8 % der Gesamtbevölkerung bekennen, unter den Einheimischen gehören ihr etwa 12 Prozent an. Sie gehört zu den monotheistischen Religionen. Sie vereinigt sowohl christliche als auch nativistische Glaubensinhalte in sich. Modekngei wurde auf der Hauptinsel Babelthuap Anfang des 20. Jahrhunderts von Tamadad von Chol gegründet und hat sich von dort über ganz Palau verbreitet.

## Geschichte und Inhalt der Modekngei
Früher glaubten die Palauer an eine hierarchische Gruppe von Göttern, die Chelid. Mit ihnen wurde durch einen Geistlichen als Medium kommuniziert. Neben den Chelid gab es noch zwei weitere Kategorien von Geistwesen. Dies war zum einen der Deleb, die Seele eines Verstorbenen, bevor diese in den Himmel aufstieg, und zum anderen der Bladek, ebenjene Seele, nachdem sie in die unterste Stufe des Himmels (Telechalb) aufgestiegen war. Ein festes Ritual der Anhänger der Modekngei ist es, bei einer Beerdigung die Bladeks nach der Ursache des Todes des Verstorbenen zu befragen.

## Die Entstehung der Modekngei
Die Ausübung der traditionellen Religion und Kultur Palaus war unter deutscher Kolonialregierung zunehmend eingeschränkt worden. Die indigene Priesterschaft wurde unter dem Verdacht der Anstiftung zum Widerstand unterdrückt und größtenteils deportiert. Zu Kriegsbeginn 1914 nahm Japan die Inseln ein und verwies alle Deutschen inklusive der ansässigen Missionare der Inseln. In dem so entstandenen religiösen Vakuum trat zwischen 1915 und 1919 Tamadad von Chol als neuer religiöser Führer auf. Er verband Elemente des traditionellen Glaubens und des Christentums. In der Folge gibt es nur einen Gott Ngirchomekuul Iesu Kristo, der unter verschiedenen Namen mit den einzelnen früheren Dorfgottheiten identisch ist. Ziel war, eine Vereinigung und Befriedung der vorher in rivalisierende Distrikte aufgespaltenen Inselgruppe herbeizuführen und gleichzeitig die indigenen Traditionen zu bewahren. Dadurch kam Modekngei schnell in Konflikt mit der japanischen Kolonialverwaltung, die eine Modernisierung Palaus nach japanischem Vorbild plante. 
Außer den Bildtafeln an den Bais (Häusern) hatte man vor der Ankunft der Europäer keine schriftlichen Aufzeichnungen. Sämtliche Geschichten, Lieder und Traditionen wurden mündlich weitergegeben. Daher verzichten Anhänger von Modekngei explizit auf die Verschriftlichung ihres Glaubens und beachten ein striktes Aufzeichnungsverbot. Sämtliche Glaubensinhalte werden in den gesungenen Kesekes (Hymnen) transportiert, welche bei den gemeinsamen Gottesdiensten rezitiert werden.